# Elitegroup Computer Systems
Pour les articles homonymes, voir ECS.
Elitegroup Computer Systems (ECS) est un fabricant taïwanais de composants électroniques.
C'est l'un des plus grands fabricants de cartes mères avec ASUS, Gigabyte, ASRock et MSI.